# 信春鹰

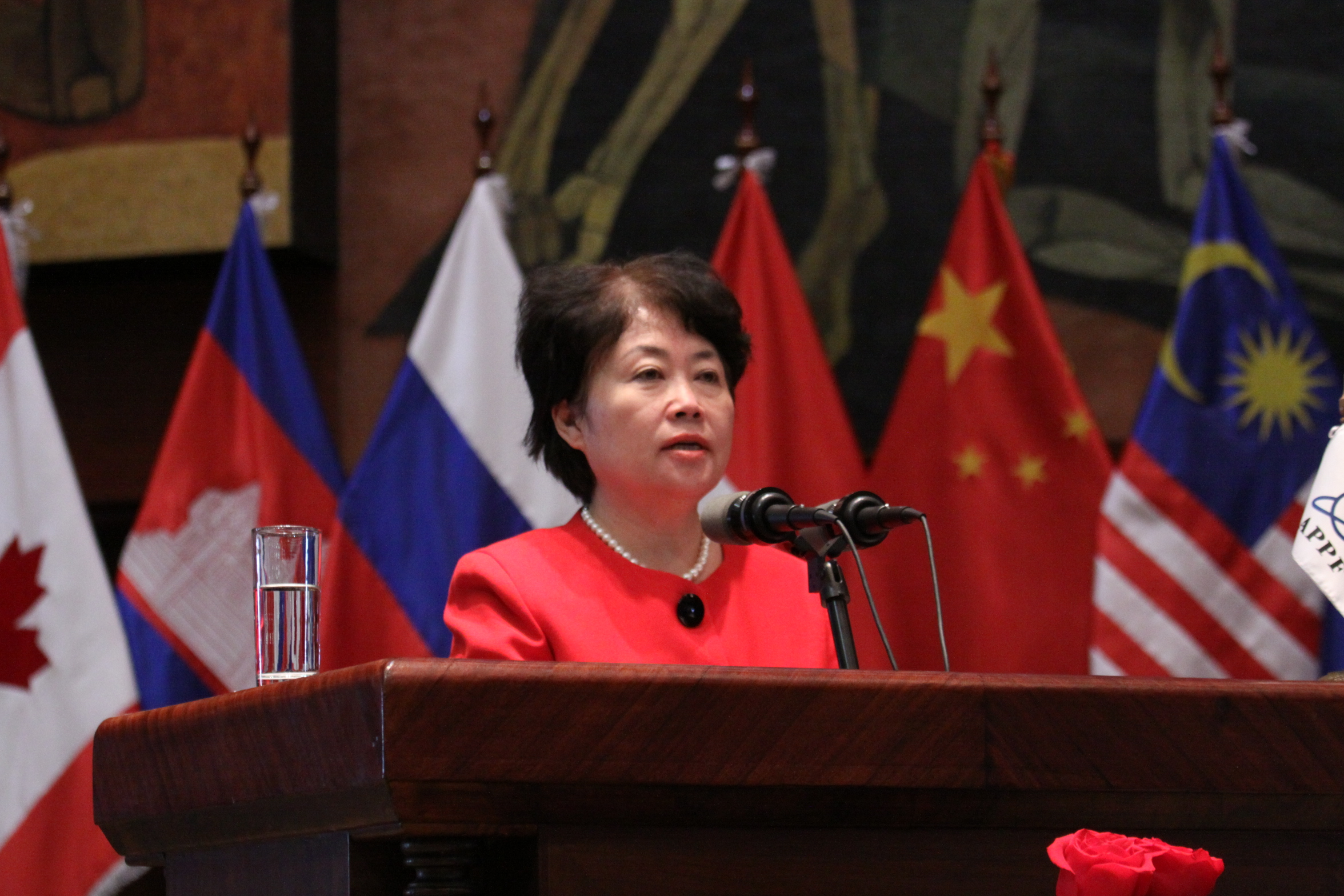

信春鹰（1956年10月13日—），女，内蒙古通辽人，汉族，中华人民共和国法学家，中国共产党党员。中共第十九届中央委员。

## 生平
1973年，信春鹰到农村插队。1975年10月被推荐到吉林大学法律系学习。1978年毕业并考入中国社会科学院研究生院法学系，师从吴大英教授研究法理学。1981年毕业获得法学硕士学位，成为文化大革命结束后中国恢复研究生学位制度之后的第一位女性法学硕士。毕业后留在中国社会科学院法学研究所工作。1984年到美国加州大学伯克利分校法学院作访问学者，指导教授为美国法学家弗兰克·纽曼教授，1986年底完成研究计划回中国。1988年被评为副研究员，同年10月调入法学研究所刚成立的香港、澳门、台湾法研究室任主任。1991年赴美国哈佛大学东亚法律研究中心作访问学者，并在纽约州立大学宾汉顿分校等学校开设中国法律讲座。1993年被评为研究员，成为当时中国社会科学院最年轻的研究员。1995年任中国社会科学院法学研究所、政治学研究所副所长，兼《政治学研究》主编。1996年起，兼任法学研究所、政治学研究所联合党委副书记。1998年起，任法学研究所、政治学研究所联合党委书记并主持所务工作。2000年底，辞去《政治学研究》主编职务。2001年底，辞去政治学研究所党委书记和副所长职务。后任法学研究所党委书记、副所长直到2003年3月调离。她被评为中国社会科学院有突出贡献的中青年专家。1999年获中华人民共和国人事部“有突出贡献的中青年专家”称号，同年获中国法学会评为全国“十大青年法学家”之一。
信春鹰是第十届、第十一届全国人大常委会委员、全国人大法律委员会委员、全国人大常委会法制工作委员会副主任。2013年3月，当选第十二届全国人大常委会委员，并任全国人大法律委员会委员。2015年7月，任全国人大常委会副秘书长、机关党组副书记（正部长级）。2018年2月24日，当选为第十三届全国人大代表。
2022年6月24日，任第十三届全国人民代表大会宪法和法律委员会副主任委员，不再担任第十三届全国人民代表大会常务委员会副秘书长职务。
2023年3月，在十四届全国人大一次会议上，当选全国人大宪法和法律委员会主任委员。

## 著作
信春鹰主要研究法理学，侧重西方法哲学，对当代西方后现代法哲学研究较深。主要著作有：
- 《中国的法律制度及其改革》（中英文对照）
- 《妇女与法律词汇释义》（中英文对照）

主要译作有：
- 德沃金《认真对待权利》
- 亨金《权利的时代》[12]